# Moosehide
Moosehide oder Jëjik dolhä dënezhu kekït (in Hän) war ein Versammlungsplatz verschiedener athabaskischer Gruppen im kanadischen Yukon, dann von etwa 1906 bis 1960 ein Reservat der Tr'ondek Hwech’in, in dem Nichtindianer („Weiße“) nur mit Genehmigung Zutritt hatten. Seit 1993 wird der verlassene Ort alle zwei Jahre wieder als Versammlungsplatz genutzt.
Die frühesten archäologisch fassbaren menschlichen Spuren reichen rund 6000 Jahre zurück. Mit dem Klondike-Goldrausch ab 1896 kamen über 100.000 Weiße in die Region. Bis dahin war Tr’ochëk bei Dawson das Sommerlager der von Häuptling Isaac geführten Han-Gruppe.
In Moosehide entstand ein Stammesrat und das traditionelle Häuptlingstum wurde durch gewählte Häuptlinge abgelöst. Die Rohstoff-Ökonomie des Yukon bot den Bewohnern nur wenige Beschäftigungsmöglichkeiten, zumal diese mit der Weltwirtschaftskrise einbrach. So herrschte lange der traditionelle Lebensstil vor, der erst mit dem starken Rückgang des Pelzmarkts um 1950 zunehmend aufgegeben werden musste. Verstärkt wurde die Isolierung der indianischen Gruppen im Territorium durch eine ausgeprägte Politik der Segregation, aber auch durch Vernachlässigung bis weit in die 1960er Jahre. Anfang der 1960er Jahre verließen die letzten Bewohner Moosehide, wo sich seit den 1990er Jahren wieder in regelmäßigen Abständen Athabasken aus weitem Umkreis treffen.

## Geschichte
Bei Moosehide fanden sich rund 8.000 Jahre alte Steinabschläge, ein Karibugeweihs, das an einem Nebenfluss des Klondike gefunden wurde, dem Hunker Creek, ist sogar etwa 11.000 Jahre alt. Die ältesten Spuren in Moosehide selbst konnten auf 3600 v. Chr. datiert werden, möglicherweise auch auf 4500 v. Chr. Dort wurde zudem Obsidian gefunden, was bereits auf einen weiträumigen Handel hindeutet, denn es kommt in der Region nicht vor, sondern nur im Südwesten des Yukon und im Norden British Columbias, am Mount Edziza. Neben der Jagd lässt sich früh Fischfang nachweisen.
Spätestens 600 n. Chr. lässt sich erstmals der Gebrauch einer neuen Jagdwaffe belegen: Pfeil und Bogen verdrängten nach und nach den Atlatl. Weitere Neuerungen basierten auf dem einsetzenden Handel mit Kupfer, einem Metall, das vom Copper und vom White River kam. Die Han nutzten ausgesprochen aufwändige Fischnetze und -fallen. Diese Gruppe setzte sich aus lokalen Gruppen zusammen, von denen um 1900 zwei in Alaska bekannt waren, sowie die Gruppe am Klondike, die heutigen Tr'ondek Hwech'in.

### Kontakte mit Weißen, Goldrausch
Der erste bekannte Kontakt mit Weißen fand am 5. April 1847 statt, nämlich zu Handelszwecken am LaPierre's House am oberen Porcupine. Fort Yukon entwickelte sich bis 1869 zum Haupthandelsposten für die Han, doch wurde der Handel durch die 1867 entstandene Grenze zwischen Alaska und Kanada schwieriger. Häuptling Catsah (Gah ts'at) drängte auf die Gründung von Fort Reliance, doch 1877 oder 1878 musste der Posten geräumt werden, da es zu Feindseligkeiten kam.
Nach kleineren Goldfunden ab 1872 kam es 1886 zu einem ersten größeren Goldfund am Fortymile River (Ch’ëdäh Dëk). Die Tr'ondek Hwech'in versorgten den neuen Ort Forty Mile mit Lebensmitteln sowie mit wärmenden Pelzen. Manche Tr'ondek arbeiteten als Träger, als Packer für die Boote oder beim Waschen des Goldes, doch erwarben nur wenige Indianer Claims.
1892 kam Bischof William Carpenter Bompas dauerhaft in die Region. 1899–1900 lebte er in Moosehide. Bischof Bompas sorgte für eine Schule und die ab 1895 beginnende Präsenz der North West Mounted Police unter Charles Constantine. Eines seiner Hauptziele war die Trennung der Rassen.

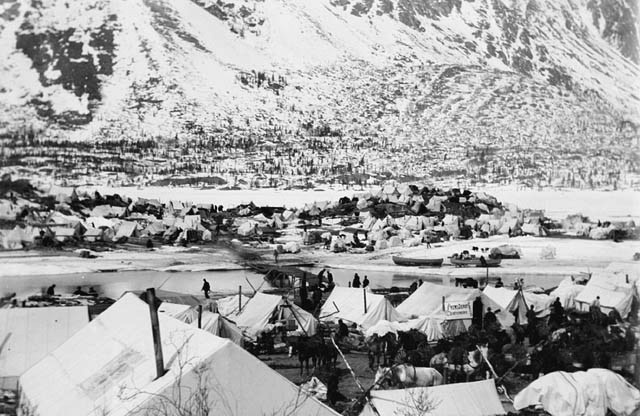
Goldgräberstadt

1894 lebten bereits rund tausend Goldsucher im Yukon, Doch mit dem Klondike-Goldrausch ab 1896 kamen über 100.000 Weiße in die Region. Unmittelbar auf der gegenüberliegenden nördlichen Flussseite des Tr'ondek-Dorfes Tr’ochëk entstand Dawson, die mit Abstand größte Goldgräberstadt mit zeitweise über 40.000 Einwohnern.
Bis zum Goldrausch war Tr'ochëk das Sommerlager von Häuptling Isaac, der zum Führer der Tr'ondek Hwech'in aufgestiegen war. Neben Isaac galt auch Silas als Häuptling.

### Umzug nach Moosehide
Um Konflikte zu vermeiden, begannen die Indianer ab Herbst 1896 mit Vertretern von Kirche und Regierung zu verhandeln, also mit Bischof Bompas und Inspector Constantine. Die Han zogen zunächst von Tr’ochëk in die Mounted Police reserve auf der anderen Flussseite, doch war auch dies zu nah an Dawson. Im Frühjahr 1897 zogen sie einige Kilometer flussabwärts nach Moosehide. Wichtig war, dass es frisches Wasser aus einem Bach gab, Holz zur Verfügung stand, Pfade bestanden, die die Jagd erlaubten und von hier aus gut Lachs gefangen werden konnte. Gleichzeitig konnten sie Fleisch an die Goldsucher verkaufen, aber auch Arbeit auf den Schaufelraddampfern, in Holzbetrieben oder im Hafen annehmen.

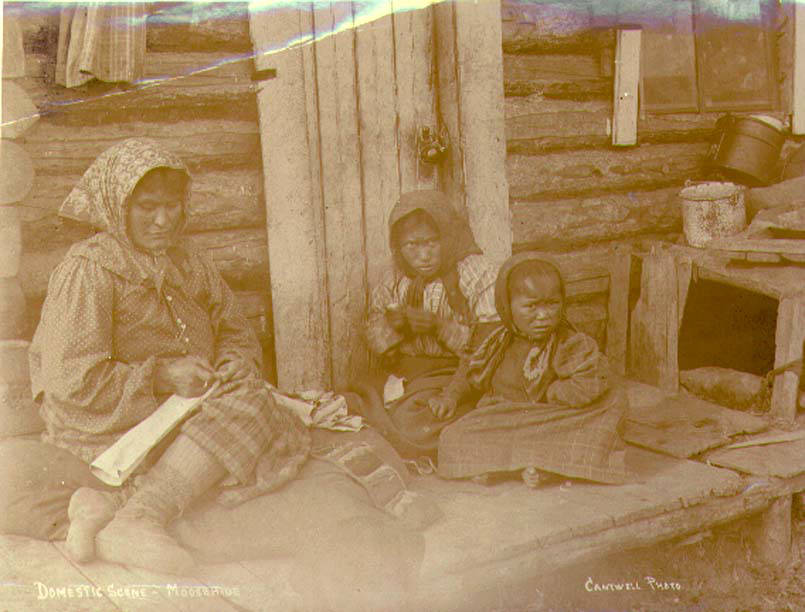
Frau vor ihrer Hütte bei der Fellbearbeitung, daneben ihre Kinder, Moosehide um 1900

Zwischen 1904 und 1919 sicherte sich der Häuptling vier Claims, nicht um Gold zu suchen, sondern um die Siedlung um Moosehide zu sichern. Ab 1913 besuchte sein achtjähriger Sohn zusammen mit sieben anderen Moosehide-Kindern die Schule in Carcross. Diese Schule, die Choutla School, war 1911 eröffnet worden. Sie bestand bis Anfang der 60er Jahre.
Am 15. Dezember 1911 sagte Chief Isaac in einem Interview in den Dawson Daily News: „All Klondike belong my people… Long time all mine. Hills all mine, caribou all mine, moose alle mine, rabbits all mine, gold all mine. White men come and take all my gold. Take millions, take more hundreds fifty million, and blow 'em in Seattle. Now Moosehide Injun want Christmas. Game is gone. White man kill all moose and caribou near Dawson… Injun everywhere have own hunting grounds. Moosehides hunt up Klondike, up Sixtymile, up Twentymile, but game is all gone. White man kill all.“ Auch brachte er zum Ausdruck, dass das Goldschürfen akzeptiert wurde, das Abschlachten der Lebensgrundlage jedoch nicht.
Isaacs persönliche Autorität zeigte sich jeden Morgen darin, dass er als erster sein Haus verlassen durfte, das Dorf mit lauter Stimme weckte und daraufhin verkündete, wo zu jagen war, oder wohin der Stamm ziehen sollte. Zu Weihnachten 1902 kam jeder Dorfbewohner vor das Haus des Häuptlings und tauschte mit ihm Geschenke aus.
Doch die Ressourcen schwanden und die Jagd erforderte einen immer größeren Aufwand und längere Abwesenheit. Zugleich verbrauchten Dampfboote und Brennöfen die Wälder um Dawson, so dass Isaac versuchte, ein Waldgebiet unter Schutz zu stellen, aus dem sein Stamm seinen Bedarf decken konnte. So fragte er 1907 über Benjamin Totty bei der Regierung wegen eines Waldgebiets am Moosehide Creek an. Ende der 20er Jahre war jedoch das Reservat zugunsten von Holzfällern verkleinert worden, da man glaubte, dieses Holz sei von geringem Nutzen für die Han.
Als Missionar arbeitete bis 1926 Benjamin Totty, den Bompas angeworben hatte, in Moosehide. 1908 entstand in Erinnerung an Bompas die St Barnabas Church. Jonathon Wood, ein Indianer, arbeitete als Katechet. Die Kirche initiierte den Moosehide Men's Club und die Senior Women's Auxiliary. 1932 entstand die vermutlich einzige indigene Anglican Young People's Organization in Kanada. Diese Einrichtungen dienten vor allem der Überwachung des Lebenswandels und der Sauberkeit der Siedlung durch seine eigenen Mitglieder.
Um 1911 stellte die Mounted Police einen der Stammesangehörigen als Constable ein. Der erste überlieferte Name ist Henry Harper. 1912 wurde ein Constable vereidigt, dessen Aufgabe darin bestand, die Bewohner von Moosehide wegen einer Masernepidemie davon abzuhalten, Dawson zu besuchen. Auch Chief Isaac war mehrfach Constable, weitere Namen sind jedoch nicht überliefert, außer dem von Sam Smith. Er war ein älter Gwich'in von Fort McPherson, der bis zu seinem Tod im Jahr 1925 in Moosehide lebte.
Wahrscheinlich erhielten die Constables Anweisungen vom Rat und von den Älteren. Die Special Constables sollten in Moosehide für Ruhe sorgen, was ihnen laut einem Bericht der Polizei auch gelang.

### Erster Dorfrat, Tod Isaacs, Moosehide Chiefs
Im März 1921 wählten die Leute von Moosehide einen ersten Rat. Den Vorsitz des siebenköpfigen Gremiums übernahm Esau Harper, Chief Isaac wurde vice-chairman, also zweiter Vorsitzender. James Woods wurde Sekretär, Sam Smith wurde Inside Guard, David Robert war als Wächter für die Kinder zuständig. Tom Young und David Taylor betätigten sich als Hauswächter. James Thompson war Dorfinspektor north-end und Peter Thompson south-end. Seine Aufgabe sah der Rat darin, das Dorf sauber zu halten, sich um Kranke und Alte zu kümmern, die Schulpflicht durchzusetzen, das Verhältnis von Männern und Frauen zu überwachen und Bußgelder zu verhängen, auch wegen Alkoholmissbrauchs.
In seiner ersten Sitzung verbot der Rat jungen Mädchen mit Weißen zu gehen und er verbot Nichtindianern den Zutritt zum Reservat. Kinder sollten zur Schule gehen und um 9 Uhr abends im Bett sein. Alle Indianer sollten eine Stunde zuvor Dawson verlassen haben, Frauen, die allein unterwegs waren, sogar um 7 Uhr – es sei denn, sie waren in Begleitung einer verheirateten Frau. Männer durften nur in Begleitung eines Kameraden in der Stadt übernachten.
Männer waren verantwortlich für das Herbeischaffen von Holz und Wasser für ihre Familien, zudem war das Weiterreichen von Kautabak – wohl als Präventionsmaßnahme gegen Tuberkulose – verboten. Darüber hinaus wurden Hunde im Haus verboten. Weiße durften nur noch in Geschäften nach Moosehide kommen. Diese tiefen Eingriffe stießen jedoch auf Widerstand, so dass das Gremium zunehmend versuchte, statt auf Strafen auf Überzeugung zu setzen. Auch reduzierte es drastisch die Eingriffe in innerfamiliäre Vorgänge. Insgesamt betrachtete der Indianeragent Hawksley den Rat von Moosehide als Experiment, wehrte sich aber gegen Vorschläge aus der Hauptstadt, dieser Institution Dauerhaftigkeit zu verleihen.
Häuptling Isaac starb am 9. April 1932 im Alter von 73 Jahren an einer Grippe. Sein Leichnam wurde auf einem Wagen von zwei Pferden über das Eis von Dawson nach Moosehide gezogen; an der Beerdigung nahmen alle Indianer der Umgebung teil und viele Bewohner Dawsons.
James oder Jimmie Wood, ein Absolvent der Choutla Scholl in Carcross, übernahm das Häuptlingsamt um 1940. Er wurde ein anglikanischer Katechist, Hilfslehrer in Moosehide und er diente während des Zweiten Weltkrieges in einer lokalen Patrouille; danach unterstützte er ein Hausbauprogramm. Nach zehn Jahren der Krankheit starb der Häuptling 1956 an Tuberkulose. Zweiter Häuptling war Happy Jack Lesky.
Dem Häuptling folgte abermals Chief Jonas, doch war er bereits 78 Jahre alt. Er war der letzte der so genannten Mooshide Chiefs. 1961 lebten nur noch sieben Familien in Moosehide, davon vier Han-, zwei Peel-River-Gwich'in und eine gemischter Herkunft.

### Wirtschaftliche Entwicklung
Um Dawson bot nach wie vor die Jagd Einkommensmöglichkeiten. 1904 brauchte die Stadt etwa 2.300 Karibus und 600 Elche bei 9.000 Einwohnern. Doch 1921 besaßen Indianer nur 7 von 53 Jagdlizenzen, wobei diese im Gebiet um Mayo wohnten. Zwar erwarben die meisten Indianer keine Lizenzen und verkauften eher an individuelle Interessenten, aber die Zahlen zeigen, dass die weiße Konkurrenz stark war.
Die Weltwirtschaftskrise bewirkte, dass die wenigen Arbeitsplätze auf den Schaufelraddampfern, die den Yukon und seine Nebenflüsse befuhren, nun durch Weiße besetzt wurden. Zudem trieb die massenhafte Arbeitslosigkeit viele Eurokanadier in die Jagd, so dass sie den Indianern noch mehr Konkurrenz machten, und zugleich der Pelzmarkt einbrach. Zugleich wurden die Karibuherden vor allem in Alaska völlig überjagt. So zählte die Forty Mile Herd 1920 noch rund 568.000 Tiere, 1953 waren nur noch 50.000 Tiere. Seit über zehn Jahren taucht sie auch wieder bei Dawson auf. Schon in den Vierzigerjahren gingen die Wildbestände so stark zurück, dass die Jagd um Dawson verboten wurde. Ähnlich wie im Schiffsverkehr sah es auf den Docks und in der Holzindustrie aus. Darüber hinaus schlossen die letzten Goldminen, viele Weiße verließen das Territorium. Nur noch rund 2.700 Nicht-Indianer blieben im Territorium.
1957 schloss die Schule in Moosehide, was wenige Jahre später auch die letzten Bewohner veranlasste, nach Dawson zu gehen. Reverend Martin verließ als letzter dauerhafter Bewohner 1962 den Ort.

### Moosehide Gathering
In den 1970er Jahren kam es zu einer Wiederbelebung der lange Zeit verbotenen Potlatchfeiern. So kam es 1993 zu einem ersten Moosehide Gathering, es folgte ein zweites 1994. Seitdem findet das Moosehide Gathering alle zwei Jahre statt. Hunderte von Besuchern aus Alaska, Yukon und den Nordwest-Territorien besuchen die viertägige Feier. 1998 wurde dort die Annahme des Landnutzungsvertrags gefeiert, dabei wurden Geschenke verteilt, die die Erinnerung an 50 Jahre Umsiedlung wachhalten.

### Weltkulturerbe
Die Auswirkungen des Goldrausches auf die traditionelle Landnutzung, das Siedlungsmuster sowie die Wirtschaft der Tr’ondek Hwech’in First Nation und die Erinnerung an das damit verbundene Leid, die Enteignung und Marginalisierung der indigenen Bevölkerung wird von der UNESCO als schützenswert betrachtet. Im Jahr 2023 erklärte die UNESCO deshalb während der 45. Session des Welterbekomitee hier ein etwa 14 ha großes Gebiet sowie sieben weitere mit der Geschichte der Tr’ondek Hwech’in und dem Goldrausch verbundene Gebiete (Fort Reliance, Ch’ëdähdëk (Forty Mile), Ch’ëdähdëk Tth’än K’et (Dënezhu Friedhof), Fort Cudahy und Fort Constantine, Tr’ochëk, Dawson City, Tthe Zrąy Kek’ìt (Black City)) mit einer Fläche von insgesamt etwa 335 ha unter dem Titel Tr’ondëk-Klondike zum Weltkulturerbe.